# NGC 2572
NGC 2572 est une vaste galaxie spirale située dans la constellation du Cancer. NGC 2572 a été découverte par l'astronome français Édouard Stephan en 1877.

## Caractéristiques
Sa vitesse par rapport au fond diffus cosmologique est de 8 205 ± 17 km/s, ce qui correspond à une distance de Hubble de 121,0 ± 8,5 Mpc (∼395 millions d'al).
À ce jour, cinq mesures non basées sur le décalage vers le rouge (redshift) donnent une distance de 122,840 ± 22,808 Mpc (∼401 millions d'al), ce qui est à l'intérieur des valeurs de la distance de Hubble.
La classe de luminosité de NGC 2572 est I et elle présente une large raie HI. Selon la base de données Simbad, NGC 2572 est une galaxie LINER, c'est-à-dire une galaxie dont le noyau présente un spectre d'émission caractérisé par de larges raies d'atomes faiblement ionisés.